# Gettin' the Message
Gettin' the Message è un album dell'organista Johnny Hammond Smith, pubblicato nel 1960 dalla Prestige Records. 
Il disco fu registrato negli studi di Rudy Van Gelder il 14 ottobre del 1960 a Englewood Cliffs nel New Jersey (Stati Uniti).

## Tracce
Lato A
1. Swanee River – 8:57 (Stephen Foster)
2. Just Say So Long – 4:03 (Johnny Hammond Smith)
3. Lid Flippin' – 5:17 (Johnny Hammond Smith)

Lato B
1. Gettin' the Message – 7:15 (Johnny Hammond Smith)
2. Princess – 5:30 (Johnny Hammond Smith)
3. Dementia – 5:18 (Johnny Hammond Smith)

## Musicisti
- Johnny Hammond Smith - organo
- Eddie McFadden - chitarra
- Lem Winchester - vibrafono
- Wendell Marshall - contrabbasso
- Bill Erskine - batteria